# Недер-Бетюве
Недер-Бетюве (нидерл. Neder-Betuwe) — община в провинции Гелдерланд на востоке Нидерландов. Расположен в узкой 3-х км зоне между реками Ваал на юге, Рейн на севере и Амстердам-Рейн-каналом на западе.
Занимает площадь — 68,11 км² (в том числе 7,17 км² водная поверхность). На 1.04. 2017 года население составляло 23 398 человек.
В состав общины входят населённые пункты Додевард, Echteld, IJzendoorn, Кестерен, Ochten, Opheusden.
В Додевард, недалеко от границы с Германией, построена атомная электростанция с кипящим водо-водяным реактором мощностью 58 МВт, ныне выведенная из эксплуатации. Функционировала в 1968—1997 годах. Весь расщепляющийся материал с АЭС был удалён к 2005 году, а спустя сорок лет в 2045 году все здания также будут демонтированы.

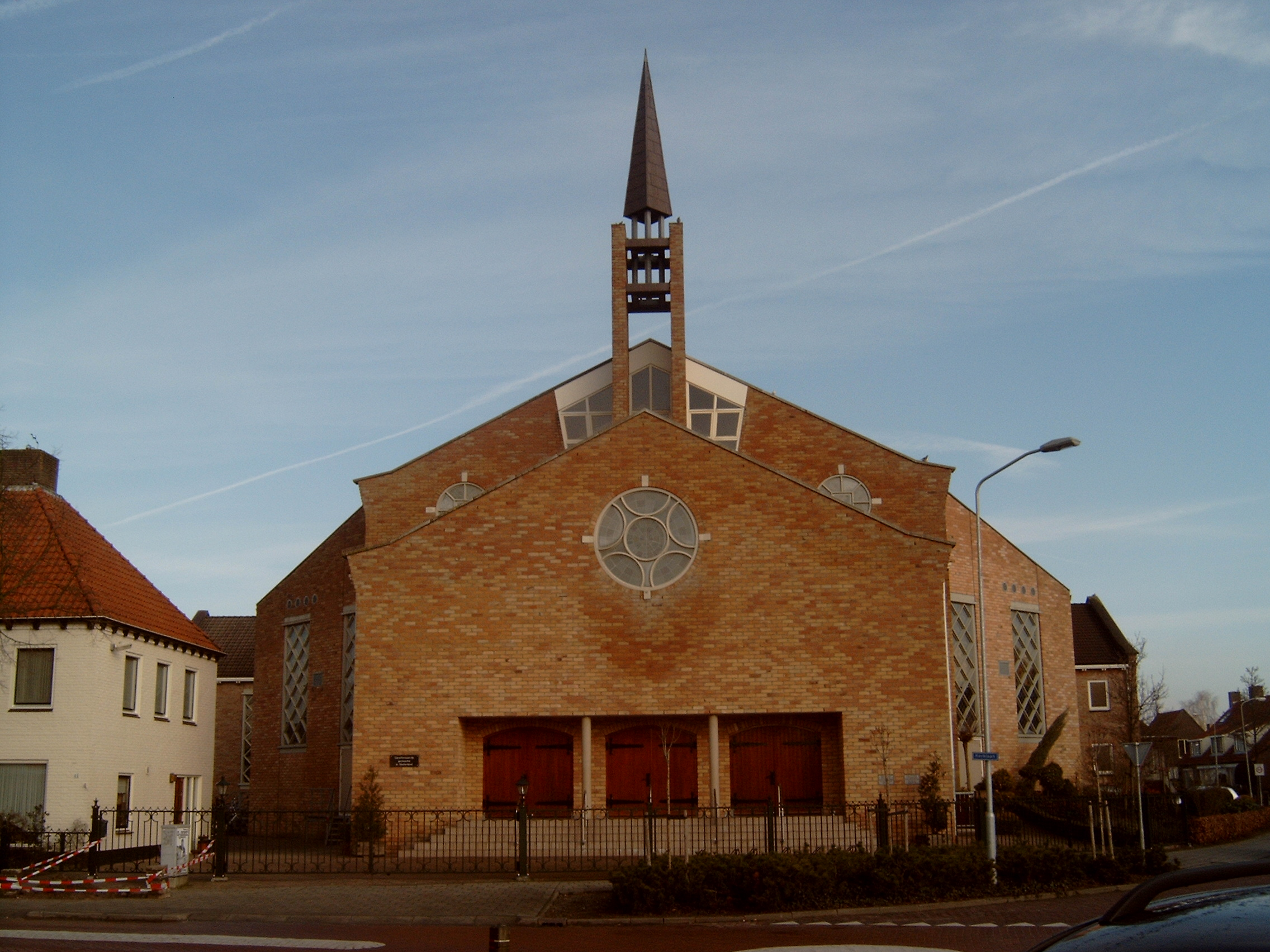
Кирха в Opheusden
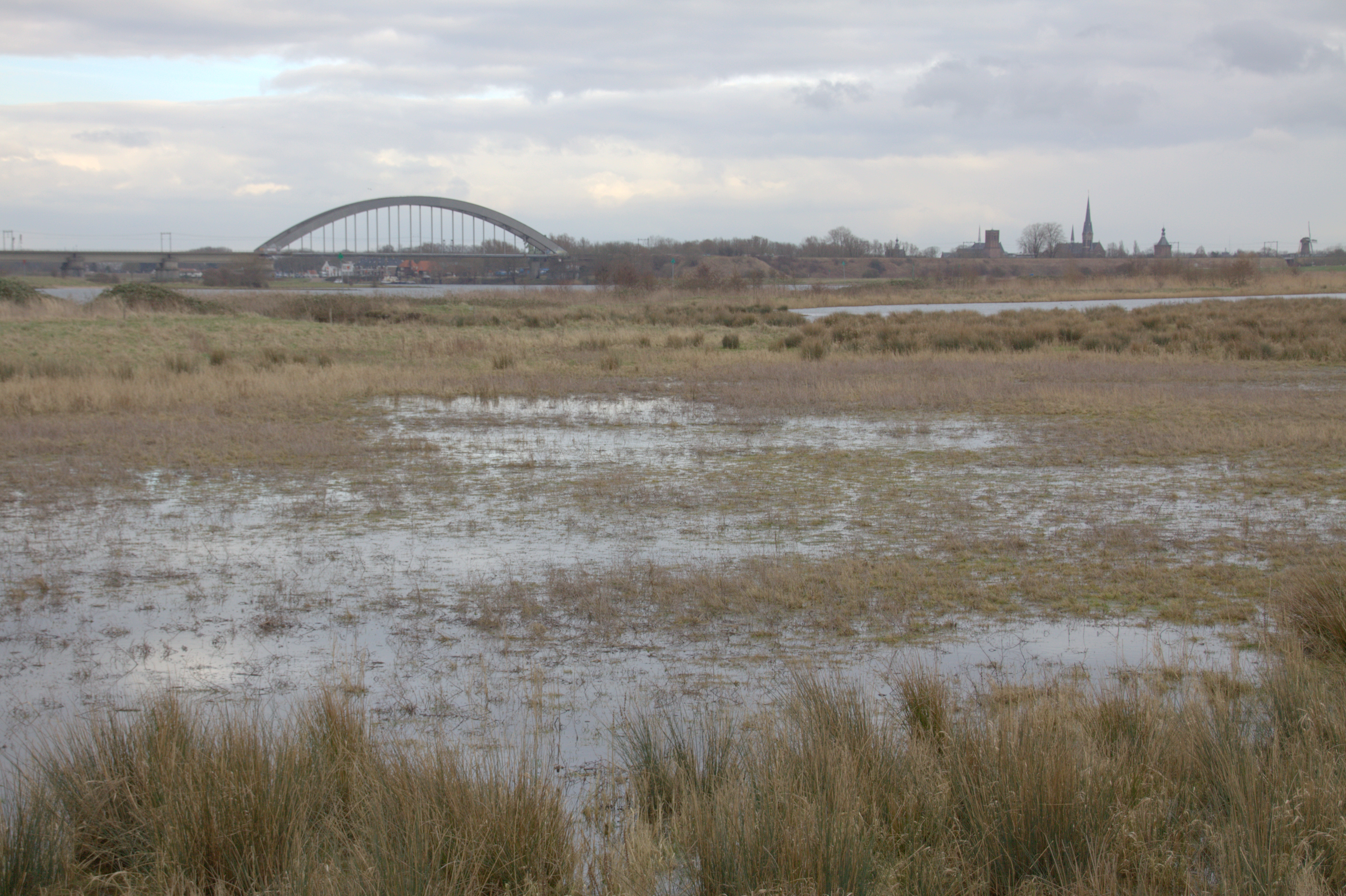
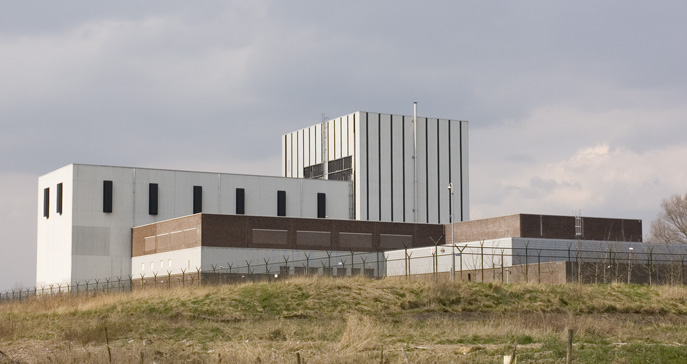
АЭС Додевард
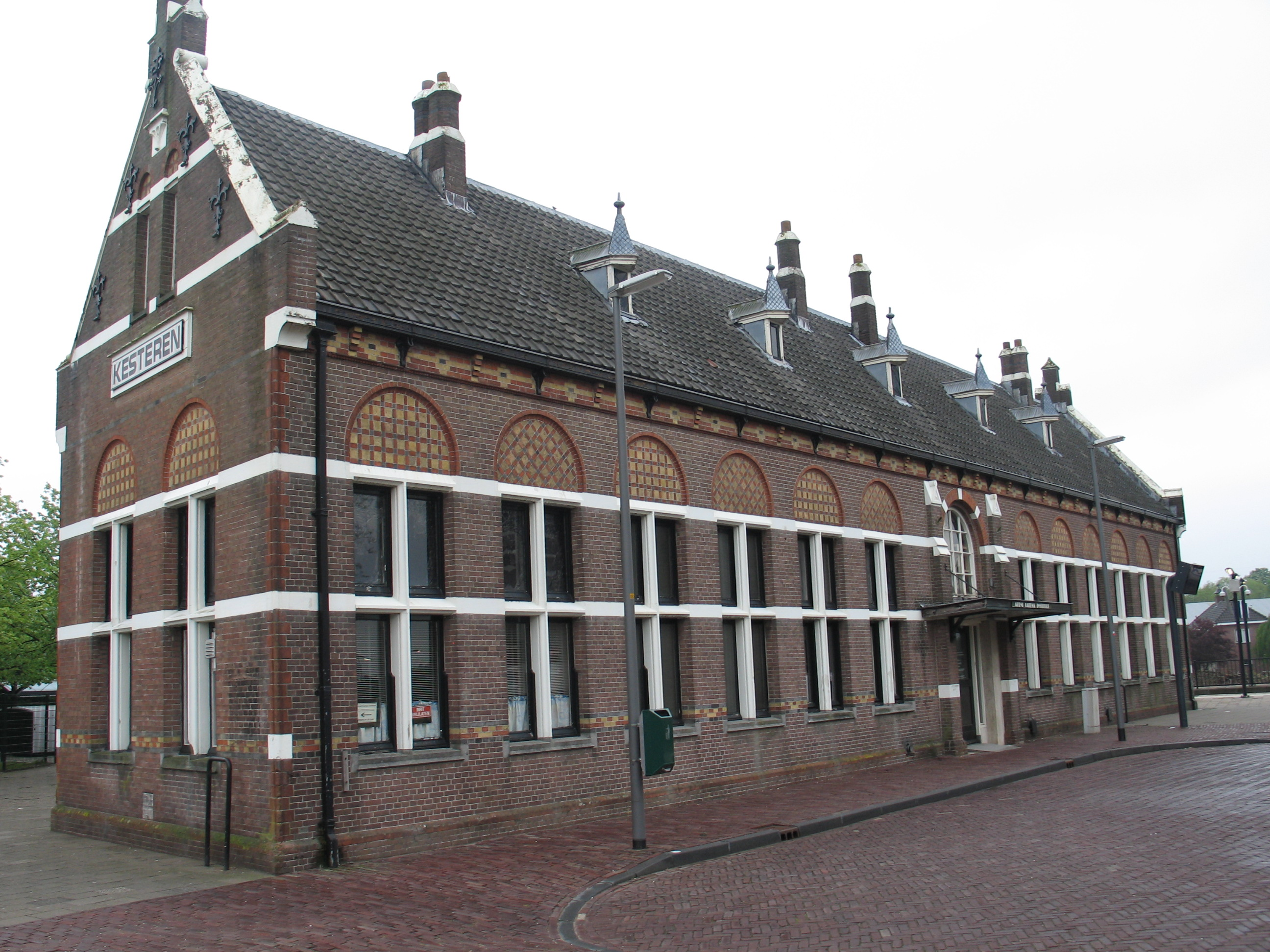
Железнодорожная станция в Кестерен
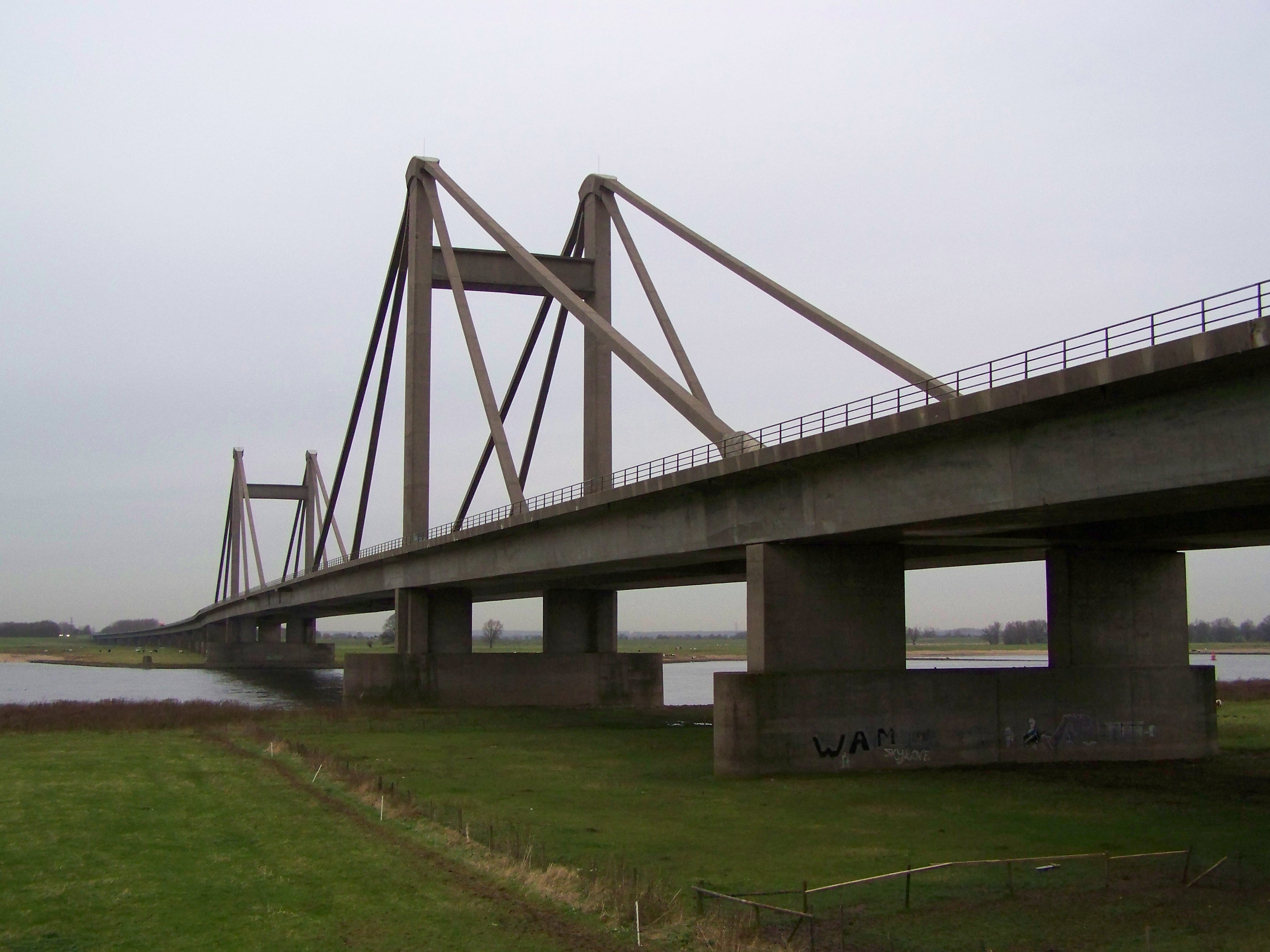
Мост принца Виллема-Александра
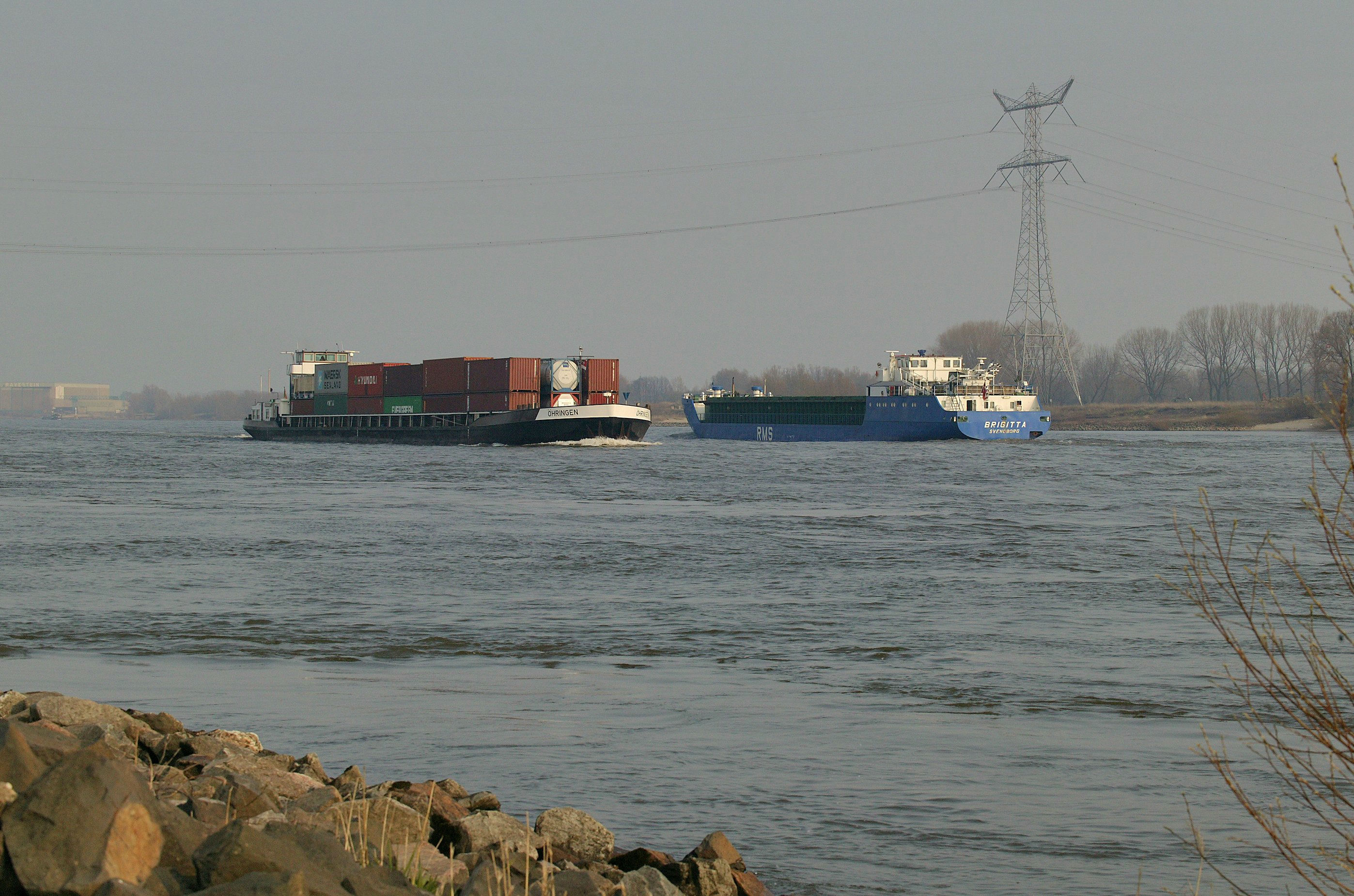
Река Ваал близ Додевард
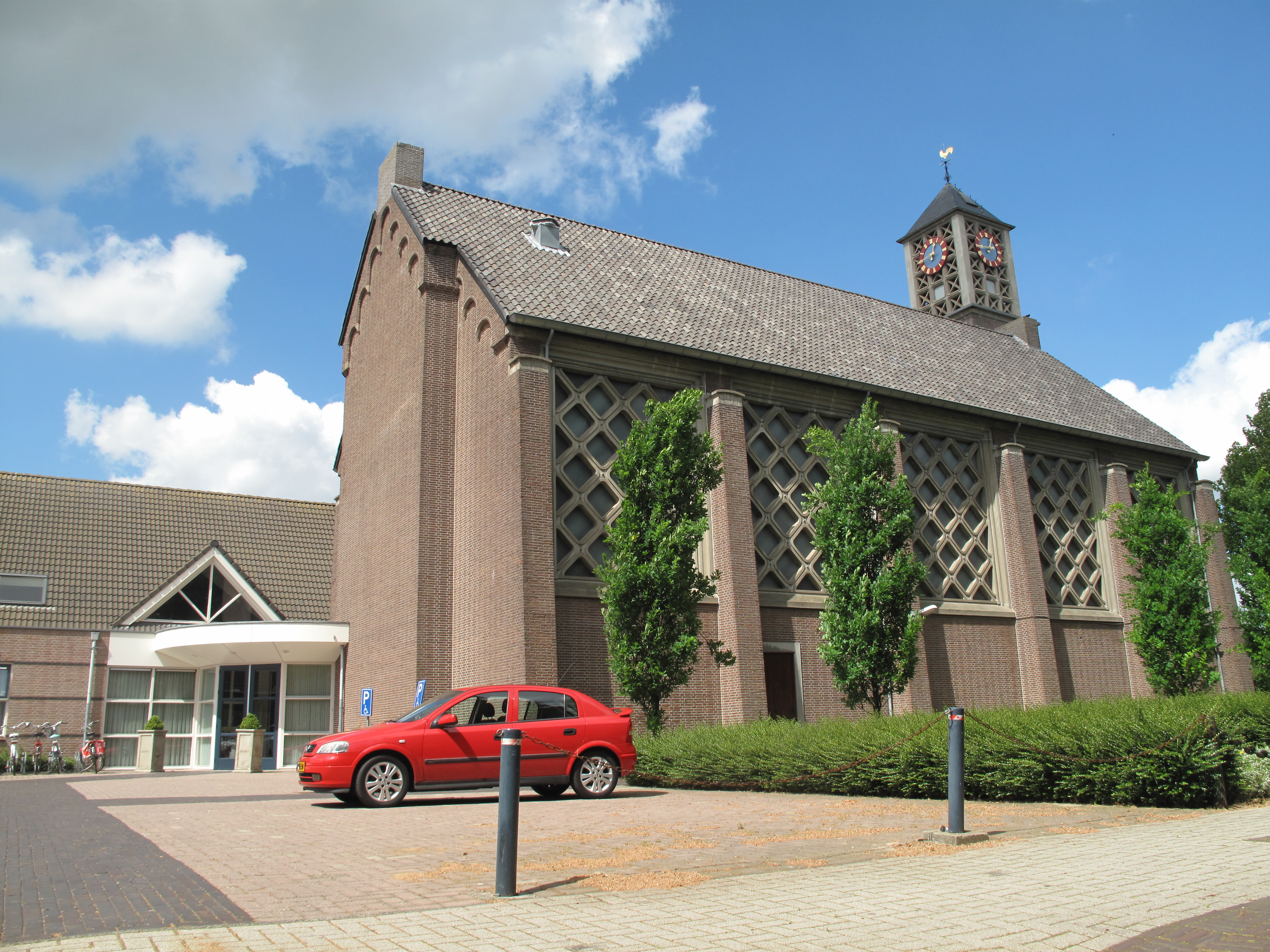
Кирха в Ochten
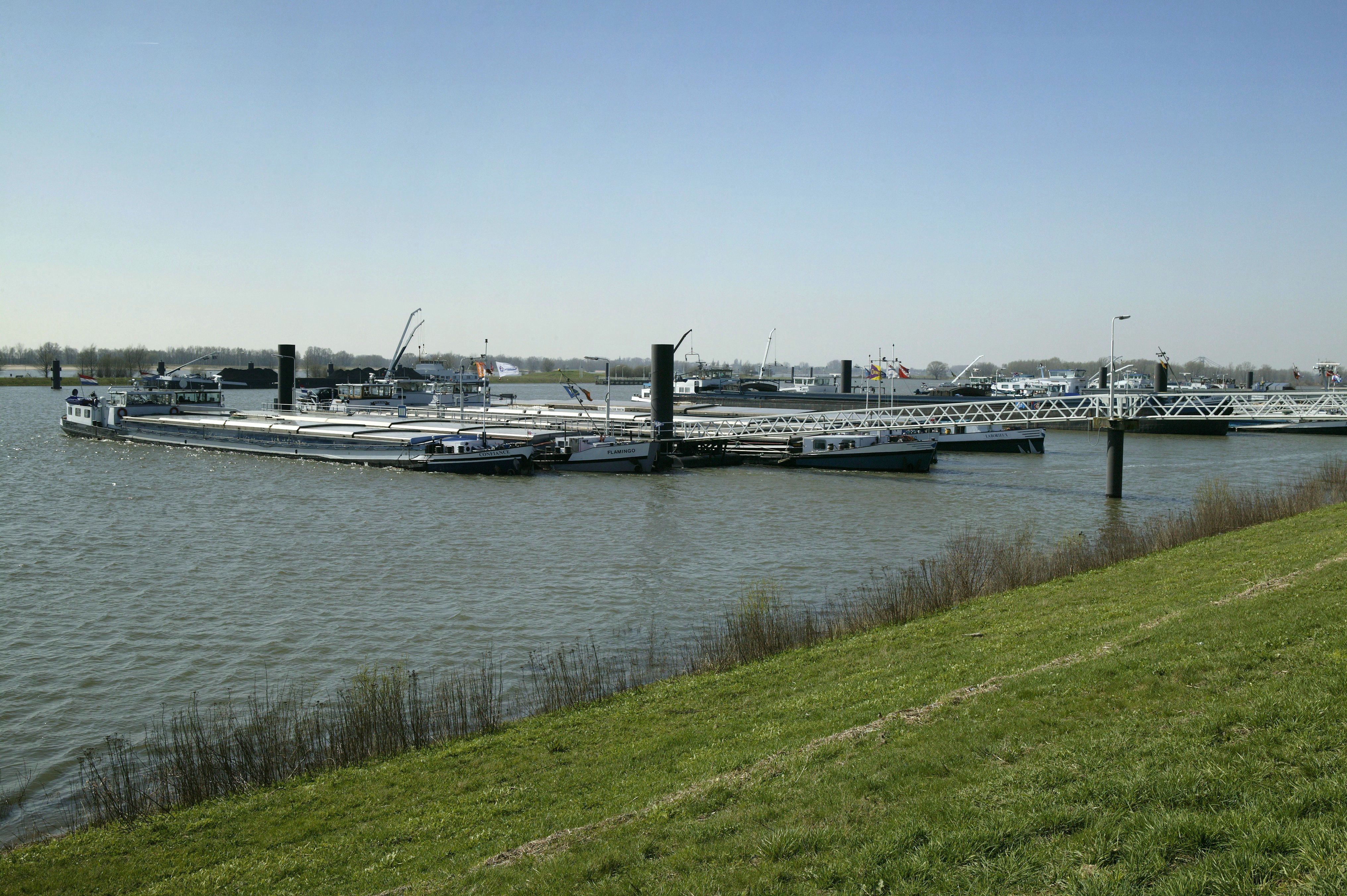